# 线叶瓦韦
线叶瓦韦（学名：Lepisorus lineariformis），为水龙骨科瓦韦属下的一个植物种。